# Stari Bračin
Stari Bračin (cyr. Стари Брачин) – wieś w Serbii, w okręgu niszawskim, w gminie Ražanj. W 2011 roku liczyła 298 mieszkańców.